# Сборная маори по регби

Флаг маори

Сборная маори по регби, также известная под названием «Маори Олл Блэкс» (англ. Māori All Blacks, ранее англ. New Zealand Māori) — регбийная сборная, собираемая из игроков, имеющих маорийские корни. Входит в систему сборных команд Новозеландского регбийного союза.
Сборная маори не участвует в крупнейших международных турнирах, но регулярно проводит тестовые матчи с сильнейшими сборными мира.

## История
Впервые сборная, созданная из коренных жителей Новой Зеландии была созвана в 1888 году по инициативе маорийского регбиста Джона Уорбика. Первую игру эта сборная сыграла 23 июня 1888 против команды региона Хокс-Бей и победила со счётом 5:0. Из первых девяти игр, прошедших в Новой Зеландии сборная Маори выиграла семь. В начале августа 1888 года сборная отправилась в Австралию, где приняла участие в двух играх, одну из которых выиграла, а вторую свела вничью.

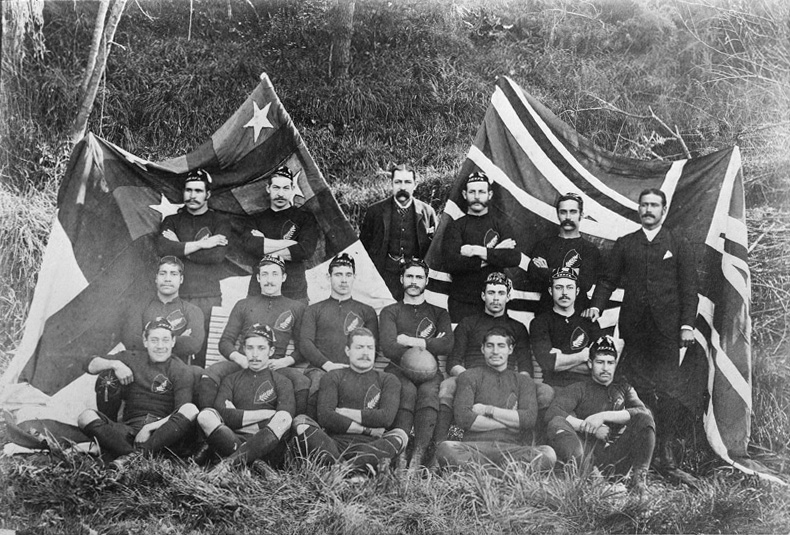
Первая сборная маори, июль 1889

После этого сборная маори отправилась в Великобританию, став первой спортивной командой южного полушария, посетившей Британские острова. В первом матче против команды графства Суррей маори впервые исполнили хаку, а также впервые одели чёрную форму, которая в дальнейшем станет визитной карточкой всех новозеландских регбийных сборных.
В своём туре по Британии сборная маори сыграла 107 матчей (игры проходили через каждые три дня) из которых выиграла 78, а проиграла всего шесть. 1 декабря 1888 года в Дублине сборная маори сыграла первый официальный тестовый матч против местной сборной, победив ей со счётом 13:4. тестовые игры против англичан и валлийцев новозеландцы проиграли на набрав ни единого очка в двух играх (0:7 и 0:5 соответственно).
В 1910 году сборная маори впервые получила официальный статус и провела серию встреч против сборных новозеландских провинций, австралийских штатов, а также две игры против сборной американских университетов. В 19 матчах маори одержали 12 побед и потерпели четыре поражения.

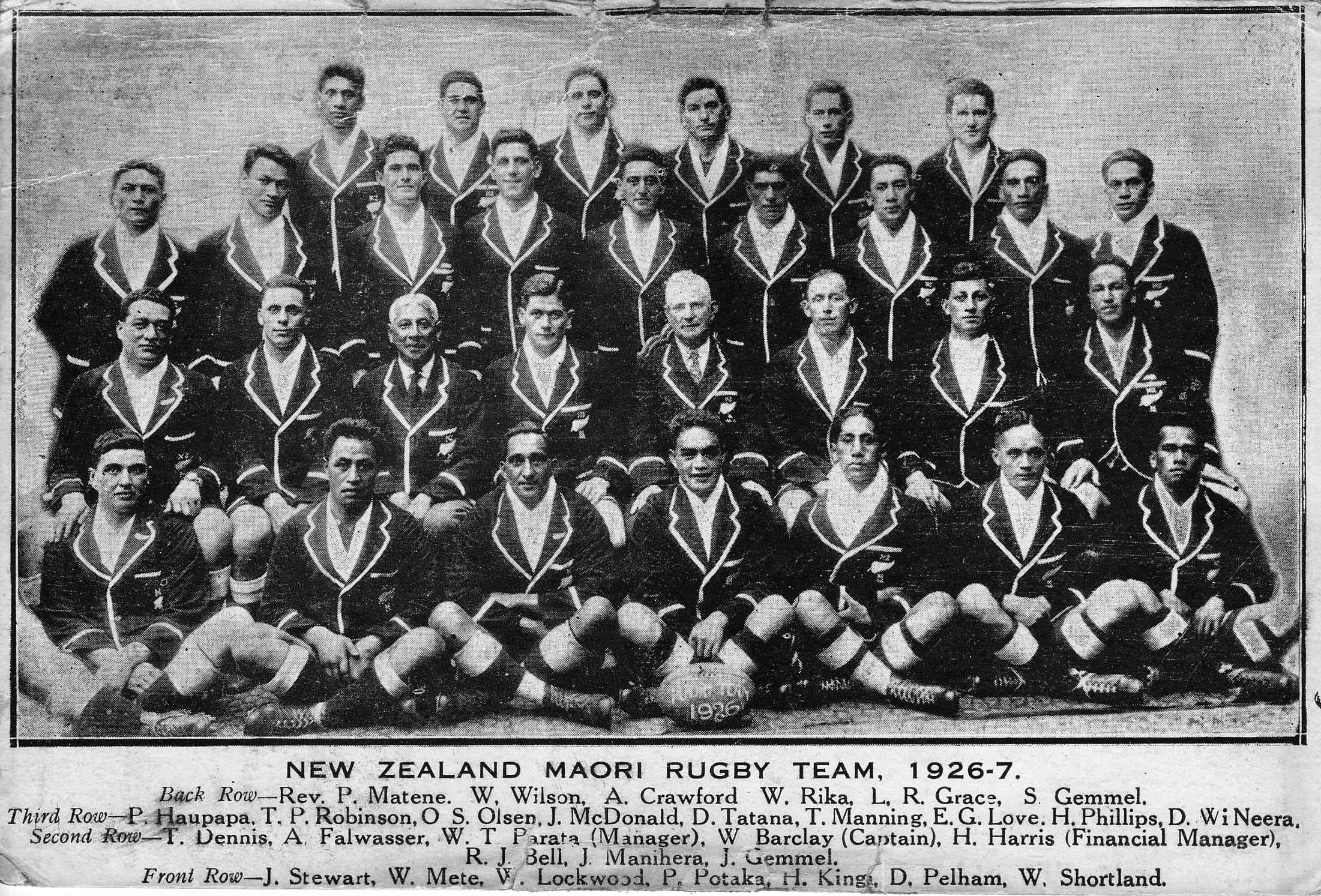
Сборная маори перед европейским туром, 1926 год

В 1926 году сборная маори совершила большой международный тур, впервые с 1889 года посетив Северное полушарие (первый раз в качестве официальной сборной команды). Из 40 матчей, проведенных в Австралии, Новой Зеландии, Франции, Британии и Канаде команда маори выиграла 31 игру, проиграв всего семь раз. В декабре 1926 года в матче с национальной сборной Франции на парижском стадионе «Ив дю Мануар» команда маори одержала победу со счётом 12:3. Главной звездой того состава был фулбек Джордж Непиа, включённый в 1997 году в Международный регбийный зал славы.
В 1949 году после турне сборной маори по Австралии был учреждён Кубок Тома Френча в честь тренера маори: это приз, который ежегодно вручается лучшему регбисту-маори.
В 1970 году три игрока сборной маори Сид Гоуинг, Буфф Милнер и Блер Фурлонг вошли в состав сборной Новой Зеландии на выездную игру против сборной ЮАР, несмотря на официальную политику апартеида, которая запрещала игрокам-маори посещать ЮАР.
В промежутке с 1994 по 2004 год сборная маори провела 26 игр, из которых проиграла всего четыре. Среди сборных, проигравших маори были команды Аргентины, Шотландии, Фиджи и даже Англии (которые в 1998 году потерпели разгромное поражение 14:62). В 2005 году команда маори впервые в истории смогла обыграть сборную Британских островов, обыграв их в Гамильтоне со счётом 19:13.
В 2008 году сборная маори единственный раз в истории приняла участие в Кубке тихоокеанских наций, заменив в этом розыгрыше молодёжную сборную Новой Зеландии. Маори выиграли все пять матчей, став обладателем Кубка. Главными звёздами той сборной были Хосеа Гир и Пири Веепу, которые три года спустя выиграют чемпионат мира в составе All Blacks.
Помимо Тихоокеанского Кубка сборная маори является двукратным победителем Кубка Черчилля, выиграв этот трофей в 2004 и 2006 годах.
По состоянию на 2018 год сборная маори не имеет побед только над тремя командами из числа топ сборных — валлийцам и соотечественникам новозеландцам они проиграли все игры, а с командой ЮАР одну из встреч завершили вничью (12:12 в 1981 году).

## Чемпионы мира, игравшие за сборную маори
Регбисты, выступавшие за сборную маори, в составе сборной Новой Зеландии участвовали во всех розыгрышах чемпионата мира.
В 1987 году на первом из них двое игроков стали чемпионами. Это восьмой номер Зинзан Брук и его коллега по амплуа Уэйн Шэлфорд, возглавлявший на том первенстве новозеландскую хаку.
В 2011 году на домашнем первенстве мира новозеландцы второй раз стали чемпионами мира. Пять человек из того состава выходили на поле также в форме сборной маори. Это хукер Кори Флинн, трёхчетвертные Хосеа Гир, Зак Гилфорд, замыкающий Кори Джейн и флай-хав Пири Веепу, выполнявший в некоторых матчах обязанности основного бьющего новозеландской команды.
В чемпионском составе образца 2015 года игроков сборной маори было четвёро. Чемпионами стали хукер Коди Тейлор, фланкер Лайам Мессам, скрам-хав Тавера Керр-Барлоу и крайний трёхчетвертной Нехе Милнер-Скаддер, который также вошел в символическую сборную турнира.

## Хака

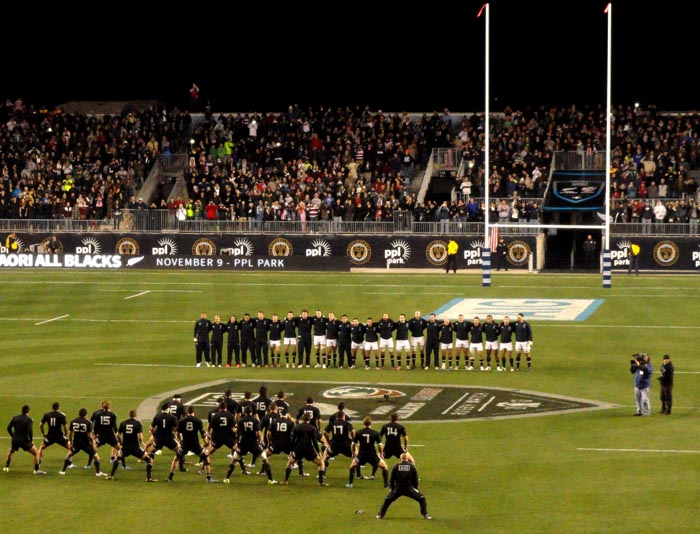
Сборная маори исполняет хаку перед игрой с США, 2013

Впервые хаку новозеландские аборигены исполнили во время своего тура в Британию 1888—1889 годов. Тогда они исполнили версию «Аке Аке Киа Каха», которая стала основой для будущей знаменитой хаки «Ка-матэ».
С 2011 года перед своими матчами сборная маори исполняет специальную хаку «Timatanga», которая была создана специальной для этой сборной маорийским старейшиной Вите Типиваи. Этот танец повествует о создании Новой Зеландии четырьмя ветрами, рассказывает историю народа маори и ставит цели, к достижению которых должен стремиться каждый маори.

## Результаты
Ниже приведены результаты тестовых игр сборной маори. Учитываются только тестовые игры с национальными сборными.
Данные на 14 июня 2018 года
| Соперник                     | Игры | Победы | Поражения | Ничьи | Процент побед |
| ---------------------------- | ---- | ------ | --------- | ----- | ------------- |
| Аргентина                    | 2    | 2      | 0         | 0     | 100,00 %      |
| Австралия                    | 18   | 6      | 10        | 2     | 33,33 %       |
| Британские и ирландские львы | 8    | 1      | 7         | 0     | 12,50 %       |
| Канада                       | 6    | 6      | 0         | 0     | 100,00 %      |
| Острова Кука                 | 1    | 1      | 0         | 0     | 100,00 %      |
| Англия                       | 4    | 2      | 2         | 0     | 50,00 %       |
| Фиджи                        | 29   | 20     | 7         | 2     | 67,86 %       |
| Франция                      | 2    | 2      | 0         | 0     | 100,00 %      |
| Ирландия                     | 2    | 2      | 0         | 0     | 100,00 %      |
| Япония                       | 3    | 3      | 0         | 0     | 100,00 %      |
| Новая Зеландия               | 5    | 0      | 5         | 0     | 0,00 %        |
| Самоа                        | 10   | 10     | 0         | 0     | 100,00 %      |
| Шотландия                    | 2    | 2      | 0         | 0     | 100,00 %      |
| ЮАР                          | 4    | 0      | 3         | 1     | 0,00 %        |
| Испания                      | 2    | 2      | 0         | 0     | 100,00 %      |
| Тонга                        | 14   | 10     | 4         | 0     | 71,43 %       |
| США                          | 4    | 4      | 0         | 0     | 100,00 %      |
| Уэльс                        | 2    | 0      | 2         | 0     | 0,00 %        |
| Всего                        | 118  | 73     | 40        | 5     | 61,86 %       |